# Douglas Bennett
Pour les articles homonymes, voir Bennett et Douglas Bennett (homonymie).
Douglas Bennett, né le 13 septembre 1918 et mort le 28 juin 2008, est un céiste canadien. 

## Carrière
Douglas Bennett participe aux Jeux olympiques d'été de 1948 à Londres et remporte la médaille d'argent dans l'épreuve du C1-1000m.